# 京都市立桂川小学校
京都市立桂川小学校（きょうとしりつ かつらがわしょうがっこう）は、京都府京都市西京区にある公立小学校。

## 沿革
- 1976年1月 - 桂小学校分校建設促進委員会発足
- 1976年9月 - 第1期工事竣工
- 1976年10月 - 京都市立桂小学校北分校として開設
- 1977年4月 - 京都市立桂小学校から独立し、京都市立桂川小学校として開校
- 1995年4月 - 京都市が福祉協力校に指定
- 2003年11月 - 北校舎竣工
- 2006年4月 - 2学期制を導入

## 主な進学先
- 京都市立桂中学校

## 周辺施設
- 上桂公園

## 交通アクセス
- 阪急嵐山線 上桂駅下車　15分

## 通学区域が隣接している学校
- 京都市立桂徳小学校
- 京都市立桂小学校
- 京都市立松陽小学校
- 京都市立松尾小学校
- 京都市立梅津小学校
- 京都市立葛野小学校